# Caridina elongapoda
Caridina elongapoda is een garnalensoort uit de familie van de Atyidae. De wetenschappelijke naam van de soort is voor het eerst geldig gepubliceerd in 1977 door Liang & Yan.